# جيفري غري
جيفري غري (بالإنجليزية: Jeffrey Grey)‏ هو أستاذ جامعي أسترالي، ولد في 19 مارس 1959، وتوفي في 26 يوليو 2016 في كوينبيان في أستراليا.